# Sven Wejstad
Sven Ludvig Wejstad, född 30 december 1905 i Stockholm, död 19 augusti 1980 i Enskede, var en svensk målare och tecknare.
Han var son till målarmästaren Nils Svensson och Elin Ström och gift första gången 1934 med May Vilhelmina Rignér och andra gången från 1963 med Maria Sofia Gustavsson. Wejstad studerade vid Otte Skölds målarskola i Stockholm men räknade sig själv som autodidakt med studieresor till Paris och Spanien. Han vistades som stipendiat på San Michele 1957. Tillsammans med Folke Rönnblom ställde han ut i Eskilstuna 1947 och tillsammans med Leo Janis på Galerie S:t Nikolaus i Stockholm 1958. Separat ställde han ut på konstsalongen Tre kvart i Stockholm och han medverkade i Liljevalchs Stockholmssalonger, Sveriges allmänna konstförenings vårsalonger i Stockholm. Hans konst består av stadsutsikter, stilleben och landskapsvyer utförda i olja eller pastell. Wejstad finns representerad vid några skolor och offentliga institutioner i Stockholm.  